# Freedom Band
Albums de Delinquent Habits
Merry Go Round
(2000) New and Improved
(2006)
Freedom Band est le quatrième album studio des Delinquent Habits, sorti le 4 mars 2003.

## Liste des titres
| No  | Titre             | Contient un (des) sample(s) de           | Durée |
| --- | ----------------- | ---------------------------------------- | ----- |
| 1.  | Straight Up       |                                          | 4:51  |
| 2.  | Freedom Band      |                                          | 4:08  |
| 3.  | Info.             |                                          | 4:20  |
| 4.  | U Don't Own Me    | You Don't Own Me de Dusty Springfield    | 4:15  |
| 5.  | This Right Here   |                                          | 5:06  |
| 6.  | Nighttime Play    |                                          | 4:01  |
| 7.  | Downtown          |                                          | 4:19  |
| 8.  | Everyday          |                                          | 3:44  |
| 9.  | 24                |                                          | 4:26  |
| 10. | O.G. Scratch      |                                          | 1:48  |
| 11. | I Can't Forget It |                                          | 3:47  |
| 12. | Hey Tell 'Em      |                                          | 3:58  |
| 13. | Take It All Away  |                                          | 4:11  |
| 14. | The Last Song     | No Dejes De Quererme de Sonora Maracaibo | 5:14  |